# One Little Indian Records
One Little Indian Records é uma gravadora/selo musical situada na Inglaterra. Criada em 1985, pelo integrante da banda Flux Of Pink Indians, Derek Birkett (baixista), e administrada também pela irmã do mesmo Sue Birkett, e ainda ao longo do tempo Tim Kelly (guitarrista da banda).
Iniciada pelo sucesso da banda The Sugarcubes, e decorrente de mais alguns sucessos de suas bandas como Kitchens of Distinction e The Shamen, posteriormente com o início da carreira da cantora islandesa Björk, em 1993, One Little Indian passou a conquistar o mercado nacional na Inglaterra e também no resto do Reino Unido, onde hoje é uma dos selos independentes de maior importância no seu país.

## Artistas atuais
| - Ásgeir - Olga Bell - Björk (RN/Islândia) - Foxtrott - Fufanu - God Damn - Jesse Malin - Samaris - Emilíana Torrini - Marry Waterson - Wild Palms - Kathryn Williams |